# 雷莫·卡皮塔尼
雷莫·卡皮塔尼（義大利語：Remo Capitani，1927年12月19日—2014年2月14日）是一名意大利罗马的电影演员，他最著名的电影是《老虎甩须》。
2014年2月14日，雷莫·卡皮塔尼死于家乡，享年86岁。

## 其他链接
- 雷莫·卡皮塔尼在互联网电影资料库（IMDb）上的資料（英文）